# 低温多晶硅
低温多晶硅（Low-temperature polycrystalline silicon，LTPS）是一种与传统方法（900°C以上）相比，在相对较低的温度（~650°C及更低）合成的多晶硅。LTPS对显示行业很重要，因为大型玻璃面板暴露在高温下易变形。更具体地说，薄膜晶体管（LTPS-TFT）中使用多晶硅具有大规模生产平板液晶显示器或图像传感器等电子设备的巨大潜力。

## 多晶硅的发展
多晶硅（p-Si）是由许多晶体或高有序晶格颗粒组成的纯导电元素形式。1984年，研究表明，非晶硅（a-Si）是形成结构稳定、表面粗糙度低的p-Si薄膜的绝佳前体。硅薄膜采用低压化学气相沉积（LPCVD）合成，以尽量减少表面粗糙度。首先，非晶硅沉积在560-640°C。然后在950-100°C进行热退火（再结晶）。从无定形薄膜开始，而不是直接沉积晶体，生产出具有优越结构和所需光滑度的产品。1988年，研究人员发现，退火期间进一步降低温度，加上先进的等离子体增强化学气相沉积（PECVD），可以促进更高的电导率。这些技术对微电子、光伏和显示增强行业产生了深远的影响。

## 用于液晶显示器

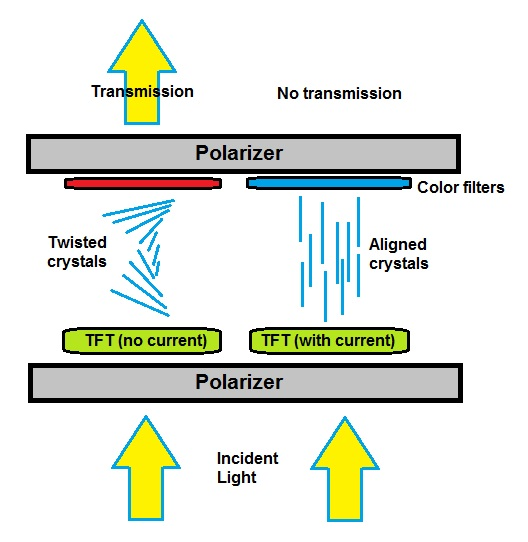
液晶显示器示意图。当电流施加到晶体管上时，液晶对齐，不再旋转入射偏振光。这会导致无法通过第二个偏振器传输，从而产生暗像素。

非晶硅TFT由于可以组装成复杂的大电流驱动电路，因此在液晶显示器（LCD）平板上得到了广泛应用。无定形Si-TFT电极驱动液晶显示器中晶体的对齐。向LTPS-TFT的演变可以带来许多好处，例如更高的设备分辨率、更低的合成温度和降低基板的价格。然而，LTPS-TFT也有几个缺点。例如，传统a-Si器件中TFT的面积较大，导致孔径比较小（即不透明TFT阻断的面积，从而允许光线）。不同孔径比的不兼容性阻止了基于LTPS的复杂电路和驱动器集成到a-Si材料中。此外，由于晶体管打开时温度升高，LTPS的质量随着时间的推移而下降，晶体管通过打破材料中的Si-H键来降解薄膜。这将导致设备出现漏水故障和电流泄漏，特别是在细小晶体管中，它们散热不良。

## 激光退火处理

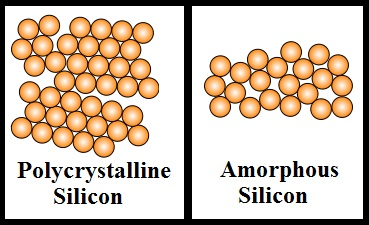
虽然非晶硅缺乏晶体结构，但多晶硅由各种晶体或晶粒组成，每个晶格都有组织晶格。

XeCl准分子-激光退火（ELA）是通过激光辐照熔化a-Si材料产生p-Si的第一个关键方法。与a-Si相对应的多晶硅，可以通过某些程序从非晶硅合成，与广泛使用的a-Si TFT相比有几个优势：
1. 高电子迁移率；
2. 高分辨率和孔径比；
3. 适用于电路的高度集成度。[7]

XeCl-ELA成功地将a-Si（厚度在500-10000A之间）结晶为p-Si，而无需加热基板。多晶形式具有较大的晶粒，由于晶界的散射减少，TFT的流动性更好。这项技术成功地集成了液晶显示器中的复杂电路。 

## LTPS-TFT设备的发展

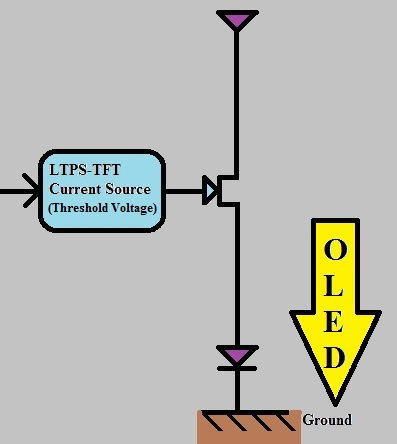
用于驱动OLED的LTPS-TFT示意图

除了TFT本身的改进外，LTPS能否成功应用于图形显示，还取决于电路的创新。最近的一项技术涉及像素电路，其中晶体管的出电流与阈值电压无关，从而产生均匀的亮度。  LTPS-TFT通常用于驱动有机发光二极管（OLED）显示器，因为它具有高分辨率和大型面板的适应性。然而，LTPS结构的变化会导致信号阈值电压不均匀，使用传统电路的亮度不均匀。新的像素电路包括四个n型TFT，一个p型TFT，一个电容器和一个控制图像分辨率的控制元件。 提高TFT的性能和微平版印刷对于推进LTPS有源矩阵OLED很重要。这些许多重要技术使晶体薄膜的迁移率达到13cm2/Vs，并有助于大规模生产分辨率超过500ppi的LED和液晶显示器。
| 特性                 | 无定形硅 | 多晶硅          |
| -------------------- | -------- | --------------- |
| 迁移率 (cm^2 /(V*s)) | 0.5      | >500            |
| 沉积方法             | PECVD    | ELA             |
| 沉积温度             | 350 °C   | 600 °C          |
| 显示驱动集成         | 仅部分   | System-on-glass |
| 分辨率               | 低       | >500 ppi        |
| 成本                 | 低       | 相对较高        |

## 低温多晶氧化物
低温多晶氧化物（LTPO）是一种由苹果公司最早开发的OLED显示背板技术，将低温多晶硅和氧化物的薄膜晶体管结合起来而成。在LTPO中，开关电路为低温多晶硅，而驱动薄膜晶体管则使用氧化铟镓锌。利用LTPO可以在屏幕上实现可变刷新率，可以根据显示的内容调整刷新率。屏幕可以在显示静态图片和文字时使用较低的刷新率，在播放视频或游戏时使用高刷新率。因此，一些智能手机、手表等电子产品使用LTPO技术，以延长电池的使用时间。